# Parlament del Canadà
El Parlament del Canadà (en anglès Parliament of Canada en francès Parlament du Canadà) és la branca legislativa del govern canadenc amb seu al Parliament Hill d'Ottawa, Ontario. Formalment, està integrada pel Senat i la Cambra dels Comuns.
El Sobirà (monarca) hi és representat pel governador general del Canadà, el qual designa els 105 membres de la cambra alta, el Senat, sota la recomanació del primer ministre del Canadà. Els 308 membres de la cambra baixa, la Cambra dels Comuns són elegits directament pel poble; un membre representa un districte electoral.
La Cambra dels Comuns és la branca dominant del Parlament. El Senat rarament s'oposa a la voluntat de la Cambra dels Comuns. Les responsabilitats del sobirà i el governador general són merament cerimonials, tot i que, tècnicament tenen "poders de reserva" per mitjà dels quals poden destituir el gabinet i convocar a eleccions. El primer ministre i el gabinet han de retenir el suport de la majoria dels membres de la Cambra dels Comuns per a governar.